# Matthes Gebel
Matthes Gebel (Signum MG, * um 1500; † 22. April 1574) war ein deutscher Medailleur und Bildhauer der Renaissance.

## Leben und Wirken

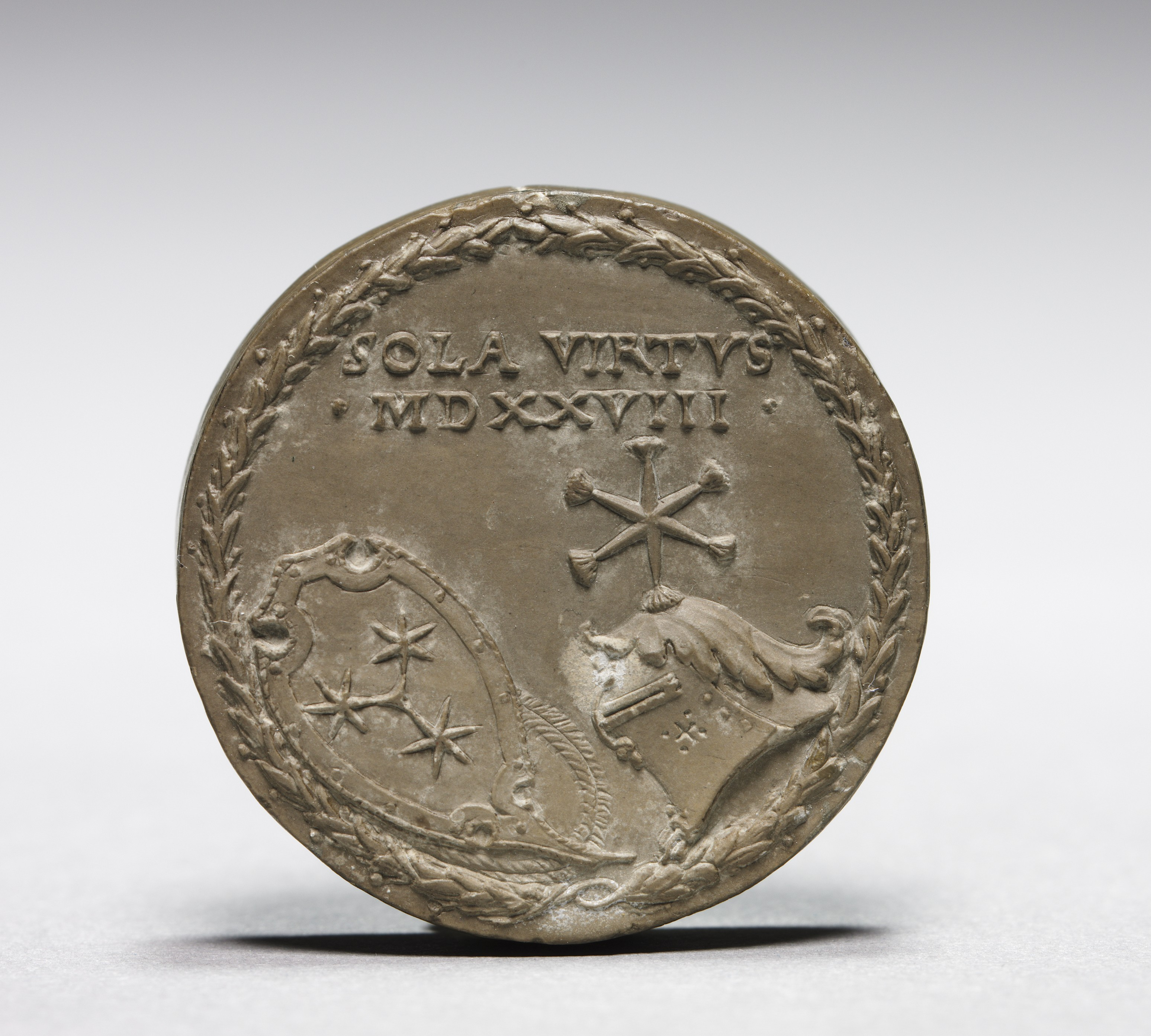
Entwurf einer Medaille für Martin III. Geuder aus Solnhofer Stein – 1528

Seit 1523 ist Matthes Gebel als Bürger von Nürnberg nachweisbar, in diesem Jahr bekam er das Bürgerrecht von dieser Stadt, in die er zugewandert war. Die Freie Reichsstadt Nürnberg war ein wichtiges Zentrum der deutschen Medaillenkunst. Viele reiche Bürger und Adlige ließen sich hier Schaumünzen, also Medaillen anfertigen, um damit ihren Stand und Reichtum zu dokumentieren. Es entsprach dem neuen Selbstbewusstsein der Dargestellten in dieser Zeit. Von 1525 bis 1555 war Gebel dort aktiv als Medailleur tätig. Eine seiner ersten Medaillen war eine Darstellung auf Albrecht Dürer 1527.
In der Folge gestaltete er Medaillen von bedeutenden Bürgern, wie Raimund Fugger, Friedrich Behaim, Georg Hörmann, von vielen Adligen, bedeutenden Fürsten und Herrschern, so unter anderem Philipp von der Pfalz, Kurfürst Johann Heinrich von Sachsen, Kurfürst Johann Friedrich von Sachsen, Markgraf Georg von Brandenburg-Ansbach, Markgraf Albrecht Alcibiades von Brandenburg-Kulmbach, Herzog Wilhelm IV. von Bayern. Er besuchte die Reichstage zu Speyer 1529 und Augsburg 1530, wo er viele bedeutende Persönlichkeiten traf und von ihnen Aufträge zur Gestaltung einer Porträtmedaille bekam. Insgesamt schuf er als Konterfetter ein Werk von 350 Medaillen, womit er sich als der produktivste Medailleur seiner Zeit auszeichnet.
Da er technisch von der Goldschmiedekunst kam, die die Herstellung von Siegeln einschloss, schnitt er seine Modelle in Stein, es war Stechstein aus Solnhofen, dazu benutzte er Stichel und Schnitzmesser. Seine Modelle sind fein geschnitten, er legte besonders auf die Darstellung des Porträts und des Charakters wert, während es Friedrich Hagenauer bei seiner Gestaltung auf die Darstellung des Standes ankam. Die Umschriften bei Gebel sind mehr zurückgenommen und die grazilen Laubränder erinnern an Fassungen, wie es in der Goldschmiedekunst üblich war.
Gebels Medaillen wurden in Silber und Bronze gegossen.
Gebel war zweimal verheiratet, 1556 starb seine erste Frau Margarethe, danach heiratete er Ursula Burckhardt.
Mit Hans Schwarz, Friedrich Hagenauer, Christoph Weiditz zählt Matthes Gebel zu den bedeutendsten Medailleuren der deutschen Renaissance.